# Tricassa deserticola
Tricassa deserticola är en spindelart som beskrevs av Simon 1910. Tricassa deserticola ingår i släktet Tricassa och familjen vargspindlar. Inga underarter finns listade i Catalogue of Life.